# Charles Robinson (actor)
Charles S. Robinson (Houston, 9 de noviembre de 1945-11 de julio de 2021) fue un actor estadounidense, más conocido por su papel de Mac Robinson en la sitcom de NBC Night Court. 

## Biografía
Nacido en Houston, Texas, en 1945, sus primeros trabajos se remontan a los años 1970, trabajando casi exclusivamente en televisión. Apareció en series como The White Shadow, Flamingo Road, The Fresh Prince of Bel-Air, Touched by an Angel, o películas como Antwone Fisher. Robinson fue seleccionado para el papel de Newdell en la sitcom de NBC Buffalo Bill, pero tras el fracaso de ésta fue cancelada y reemplazada por otra sitcom, Night Court. Interpretó al ayudante del juez Harry, Mac Robinson, a partir de la segunda temporada y hasta el final de la serie.
Fue un actor recurrente en la sitcom Home Improvement de Tim Allen, y continuó apareciendo en numerosas series como actor ocasional: House, The Bernie Mac Show, My Wife and Kids, Soul Food: The Series, Charmed, How I Met Your Mother y My Name Is Earl, entre otras.
En noviembre de 2008 se interpretó a sí mismo en el capítulo "Una reunión de amigos de Juzgado de guardia" de la serie 30 Rock, junto a sus antiguos compañeros de Night Court, Harry Anderson y Markie Post.

## Vida personal y fallecimiento
En lo personal, estuvo casado y divorciado dos veces. Tuvo dos hijos y un tercero adoptado.
Falleció el 11 de julio de 2021 a los 75 años, a raíz de un paro cardíaco con fallo orgánico multisistémico debido a un shock séptico y a un adenocarcinoma metastásico, un tipo de cáncer glandular.

## Filmografía
| Año       | Título                                   | Papel                    | Notas            |
| --------- | ---------------------------------------- | ------------------------ | ---------------- |
| 1974      | Sugar Hill                               | Bernie Simmons           |                  |
| 1975      | The Black Gestapo                        | Kojah                    |                  |
| 1975      | Caribe                                   | Kishara                  |                  |
| 1976      | Emergency!                               | Alan Benedict            | 1 episodio       |
| 1977      | A Killing Affair                         | Buck Fryman              |                  |
| 1977      | The Trial of Lee Harvey Oswald           | Melvin Johnson           |                  |
| 1978      | Gray Lady Down                           | McAllister               |                  |
| 1978      | The White Shadow                         | Jackie Solomon           |                  |
| 1979      | Lou Grant                                | Don Vet                  | 1 episodio       |
| 1979      | Roots: The Next Generations              | Luke Bettiger            |                  |
| 1979      | Buffalo Soldiers                         | Wright                   | Telefilme        |
| 1981      | Flamingo Road                            | Phil                     | 1 episodio       |
| 1982      | Hill Street Blues                        | Roy                      | 1 episodio       |
| 1982      | Rehearsal for Murder                     | Oficial                  |                  |
| 1982      | St. Elsewhere                            | Bill Austin              | 1 episodio       |
| 1983–1984 | Buffalo Bill                             | Newdell                  | 1 episodio       |
| 1984      | The River                                | Truck                    |                  |
| 1984–1992 | Night Court                              | Macintosh "Mac" Robinson | Papel recurrente |
| 1986      | Hotel                                    | Curtis Powell            | 1 episodio       |
| 1988      | Crash Course                             | Larry Pearle             | Telefilme        |
| 1990      | Murder C.O.D.                            | Silk                     | Telefilme        |
| 1992–1995 | Love & War                               | Abe Johnson              |                  |
| 1993      | CBS Schoolbreak Special                  | Sam Raynor               | 1 episodio       |
| 1995      | The Fresh Prince of Bel-Air              | Ernest                   | 1 episodio       |
| 1995–1999 | Home Improvement                         | Bud Harper               | 9 episodios      |
| 1996      | Ink                                      | Ernie Trainor            |                  |
| 1996      | The John Larroquette Show                | Norm                     | 1 episodio       |
| 1996      | Project ALF                              | Dr. Stanley              | Telefilme        |
| 1996      | In the House                             | Alcalde                  | 1 episodio       |
| 1996      | The Crew                                 | Reverendo Edwards        | 1 episodio       |
| 1996      | Set It Off                               | Nate Andrews             |                  |
| 1997–1998 | Malcolm & Eddie                          | Marcus McGee             | 2 episodios      |
| 1998      | Buddy Faro                               | El Jefe                  |                  |
| 1998      | Land of the Free                         | Matt McCaster            |                  |
| 1999      | Beowulf                                  | Maestro de armas         |                  |
| 2001      | The Trouble with Normal                  | Sr. Lindquist            | 1 episodio       |
| 2002      | Miss Lettie and Me                       | Isiah Griffin            | Telefilme        |
| 2003      | Yes, Dear                                | Goodwill Guy             | 1 episodio       |
| 2005      | House                                    | Robert                   | 1 episodio       |
| 2006      | How I Met Your Mother                    | Bank President           | 1 episodio       |
| 2007–2014 | The Game                                 | Sr. Pitts                | 4 episodios      |
| 2008      | 30 Rock                                  | Él mismo                 | 1 episodio       |
| 2008      | Natural Disasters                        | Charlie                  |                  |
| 2009      | Big Love                                 | Baptist                  | 1 episodio       |
| 2009      | Hank                                     | Reuben                   | 1 episodio       |
| 2009      | Alligator Point                          |                          | Telefilme        |
| 2009      | Ronna & Beverly                          | Leron                    | Telefilme        |
| 2010      | The Secret Life of the American Teenager |                          | 1 episodio       |
| 2010      | Krews                                    | Sr. Davis                |                  |
| 2010      | $#*! My Dad Says                         | Sr. Campbell             | 1 episodio       |
| 2011      | Harry's Law                              | Marvin Baum              | 1 episodio       |
| 2011      | Light, Streets of Redemption             | Hombre en la tienda      |                  |
| 2012      | Falling Away                             | Sr. King                 |                  |
| 2012      | The Soul Man                             | Ike                      | 1 episodio       |
| 2012      | Swerve                                   | Charlie                  |                  |
| 2012      | Rosita Lopez for President               | Thomas Hamilton          |                  |
| 2012–2015 | Hart of Dixie                            | Jeffries                 | 16 episodios     |
| 2013–2015 | Key and Peele                            | Padre                    | 2 episodios      |
| 2015–2017 | K.C. Undercover                          | Pops                     | 3 episodios      |
| 2015–2019 | Mom                                      | Sr. Munson               | 7 episodios      |
| 2015      | Hoovey                                   | Entrenador Wilson        |                  |
| 2015      | Russell Madness                          | Mike                     |                  |
| 2015      | Sweet Kandy                              | Eddie Morehouse          |                  |
| 2015      | Come Away with Me                        | Michael Blake            |                  |
| 2015      | How Sarah Got Her Wings                  | Max                      |                  |
| 2016      | Pee-wee's Big Holiday                    | Capitán de policía       |                  |
| 2016      | Grey's Anatomy                           | Leo Polson               | 1 episodio       |
| 2017      | Maybe Somebody                           | Edgar                    |                  |
| 2017      | The Quad                                 | Bradford                 | 1 episodio       |
| 2017–2018 | The Guest Book                           | Wilfred                  | 11 episodios     |
| 2017      | Disjointed                               | Scooter Boots            | 1 episodio       |
| 2018      | This Is Us                               | Donald Robinson          | 2 episodios      |
| 2018      | NCIS                                     | Ray Jennings             | 1 episodio       |
| 2019      | Better Things                            | Sylvester                | 1 episodio       |
| 2020      | Raven's Home                             | Sr. Arthur               | 2 episodios      |
| 2020      | Love in the Time of Corona               | Charles                  | 4 episodios      |